# 폰티풀 (영화)
폰티풀(Pontypool)은 2009년 개봉한 캐나다의 스릴러 영화이다.

## 줄거리
온타리오의 작은 마을 폰티풀에서 라디오 방송 진행자 그랜트 매지는 출근길에 눈보라 속에서 길을 멈추다 창문을 두드리며 횡설수설하는 여자를 만난다. 방송국에 도착한 그는 동료들과 함께 닥터 멘데즈의 사무실에서 발생한 폭동과 사망자 속출에 대한 헬리콥터 리포터 켄 로니의 보도를 듣게 된다. 이후 켄은 곡물 저장소로 피신해 폭도들이 서로를 공격하고 심지어 자해하는 모습을 묘사하다 프랑스어 방송에 의해 중단된다.
이 방송은 격리 명령과 함께 특정 단어 사용을 금지하는 내용을 담고 있었고, 폰티풀은 곧 격리된다. 믿을 수 없었던 그랜트는 방송국을 나가려 하지만 사람들의 공격에 갇히고, 멘데즈 박사가 합류한다. 켄은 방송 중 바이러스에 감염되고, 로렐-앤은 불안정한 모습을 보이다가 결국 죽는다. 멘데즈는 특정 영어 단어가 바이러스처럼 사람들을 감염시키고, 감염된 사람들은 다른 사람을 공격하며 스스로를 파괴한다고 추론한다.
방송국은 폭도들의 공격을 받지만, 그랜트의 목소리 녹음본을 이용하여 주의를 돌린다. 멘데즈는 바이러스가 영어에만 국한된다는 것을 깨닫고 아르메니아어를 사용하기 시작하고, 그랜트와 시드니는 프랑스어로 대응한다. 멘데즈의 희생으로 그랜트와 시드니는 장비실에 숨지만, 시드니는 '죽이다'라는 단어에 감염된다. 하지만 그랜트는 '죽이다'를 '키스하다'로 의미를 바꿔 그녀를 진정시킨다. 
둘은 바이러스를 멈추기 위해 혼란스러운 말들을 방송으로 내보내 감염자들을 혼란시키려고 한다. 외부에서 들려오는 카운트다운 소리와 함께 시드니는 그랜트에게 키스하고, 폭발음과 함께 영화는 암전된다. 이후 뉴스를 통해 바이러스가 퍼져 격리에 실패했고, 결국 영국까지 도달했다는 것을 암시한다. 쿠키 영상에서 시드니와 그랜트는 '킬러 리사'와 '조니 데드아이'라는 새로운 이름으로 서로 역할극을 하면서 살아남아 영어로 대화하는 모습이 나온다.
라디오 드라마 버전에서는 결말이 약간 다르다. 시드니가 '죽이다'를 '키스하다'로 받아들인 후 그랜트에게 '키스해달라'고 요청하고, 이후 그랜트는 그녀를 '키스'해서 죽였다고 암시한다. 그랜트는 '종이'라는 단어에 감염된 후 운명을 받아들이고, '덫'이라는 마지막 단어를 말한다.

## 캐스팅
- 스티븐 맥해티 - Grant Mazzy
- 리사 훌 - Sydney Briar
- 조지나 라일리 - Laurel-Ann Drummond
- 랜트 앨리어낵 - Dr. Mendez
- 릭 로버츠 - Ken Loney